# 望峰岗镇
望峰岗镇，是中华人民共和国安徽省淮南市谢家集区下辖的一个乡镇级行政单位。

## 行政区划
望峰岗镇下辖以下地区：
淮望社区、利民社区、靠山社区、北辰社区、舜峰社区、选煤社区、山余村、永青村、刘岗村、周郢村、陶圩村、鸭背村、耿皇村和二道河村。